# 1162

## Události
- 3. června – Tomáš Becket se stává arcibiskupem canterburským

## Narození
- 13. října – Eleonora Anglická, kastilská královna, manželka Alfonse VIII. († 31. října 1214)
- ? – Muhammad z Ghóru, sultán Ghórské říše († 15. března 1206)
- ? – Dětřich Míšeňský, míšeňský a lužický markrabě († 18. února 1221)
- ? – Čingischán, Mongolsko

## Úmrtí
- 10. února – Balduin III., jeruzalémský král (* 1130)
- 18. dubna – Odo z Deuil, francouzský kronikář a účastník druhé křížové výpravy (* 1110)
- 31. května – Gejza II., uherský král (* 1130)
- 7. července – Haakon II., norský král (* 1147)
- 6. srpna – Ramon Berenguer IV. Barcelonský, hrabě barcelonský, manžel a spoluvládce aragonské královny Petronily (* 1113?)

## Hlavy států
- České království – Vladislav II.
- Svatá říše římská – Fridrich I. Barbarossa
- Papež – Alexandr III.
- Anglické království – Jindřich II. Plantagenet
- Francouzské království – Ludvík VII.
- Polské knížectví – Boleslav IV. Kadeřavý
- Uherské království – Gejza II. – Štěpán III. Uherský – Ladislav II.
- Kastilské království – Alfonso VIII. Kastilský
- Rakouské vévodství – Jindřich II. Jasomirgott
- Sicilské království – Vilém I. Sicilský
- Skotské království – Malcolm IV.
- Byzantská říše – Manuel I. Komnenos